# Santuario di Nostra Signora delle Tre Fontane
Il santuario di Nostra Signora delle Tre Fontane è un luogo di culto cattolico situato nella località di Trefontane, lungo la strada provinciale 13, nel comune di Montoggio nella città metropolitana di Genova.

## Storia

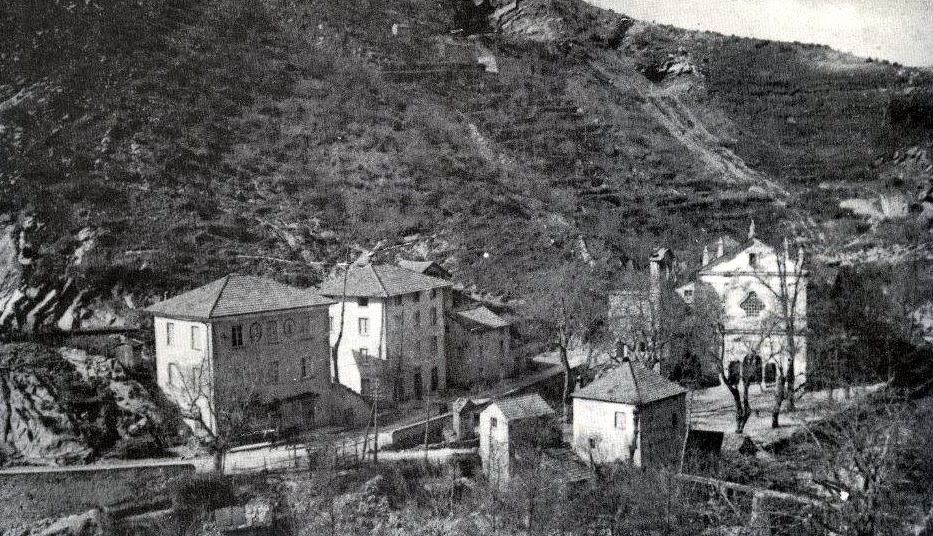
Il santuario e la località nel primo Novecento

La fondazione del santuario sembrerebbe risalire al XII secolo, anche se l'edificio religioso è citato per la prima volta in diversi documenti del 1243 con la dicitura di Sancte Marie de Tribus Fontanis.
Secondo la tradizione orale locale la chiesa fu eretta nel luogo in cui la Vergine Maria sarebbe apparsa ad una giovane sordomuta che, miracolosamente, avrebbe riacquistato l'uso della parola. Sul luogo dell'apparizione la Madonna lasciò in dono - dalle testimonianze delle persone accorse sul luogo - una statua in legno raffigurante la Madonna con il Bambino Gesù. La statua venne trasferita nella locale chiesa parrocchiale di Montoggio, ma, secondo quanto afferma la leggenda, nella notte sparì per essere poi ritrovata nella stessa zona in cui era accaduto il miracolo.
Adiacente al luogo della apparizione mariana furono individuati anche tre zampilli d'acqua, da qui pertanto la denominazione "tre fontane". Fu innalzata successivamente una cappella - dove conservare la statua - ed accanto di essa fu costruito un ospedale per i pellegrini. L'edificio venne ampliato e notevolmente rimaneggiato nei secoli seguenti, finché nel 1780 si edificò il santuario attuale.
Nel 1906 fu approvato un progetto per riedificare totalmente la costruzione, quali l'ampliamento della facciata e l'erezione di due campanili con cupola, ma in sostanza poi si decise di effettuare alcuni interventi conservativi. Subì alcuni restauri negli ultimi decenni del XX secolo.

## Descrizione

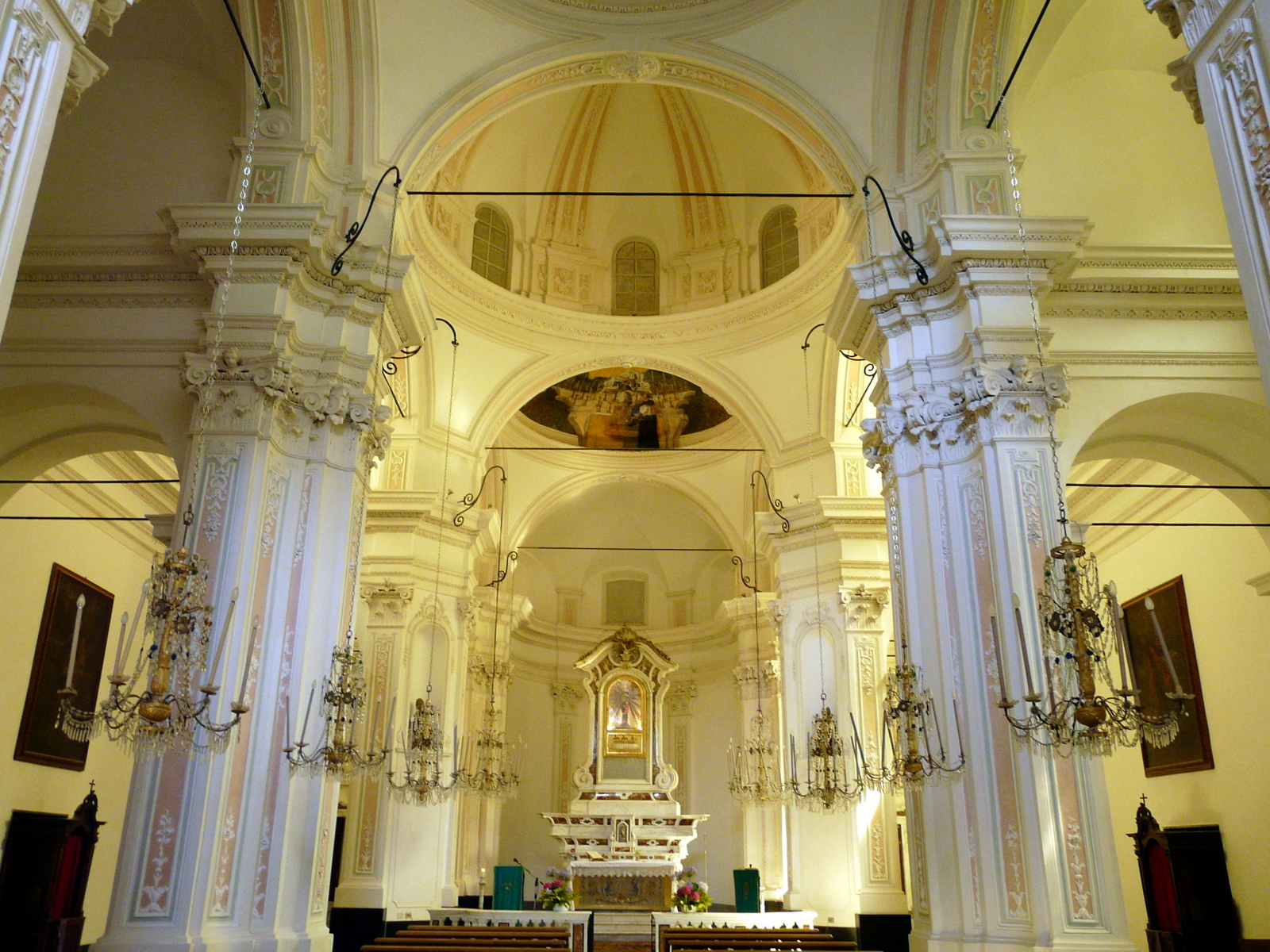
La navata centrale

L'edificio si presenta nell'insieme diviso in due corpi: il primo corpo è a pianta trapezoidale comprendente un atrio e un'area nella quale è collocata una vasta cantoria, nella quale è presente un organo a canne del 1894; il secondo corpo è formato invece da tre navate.
Sull'altare della navata centrale si trova un'antica statua in legno raffigurante la Madonna. All'interno si trovano molti ex voto in argento, donati dai fedele per grazie ricevute, e una quarantina di dipinti d'arte popolare databili al XIX secolo.